# Mömlingen
Mömlingen település Németországban, azon belül Bajorországban. Lakosainak száma 4932 fő (2023. december 31.). Mömlingen Großostheim, Niedernberg, Großwallstadt, Obernburg am Main, Breuberg, Groß-Umstadt és Schaafheim községekkel határos.

## Népesség
A település népessége az elmúlt években az alábbi módon változott:
| Lakosok száma | 1443 | 2999 | 4180 | 4929 | 4905 | 4846 | 4948 | 4930 | 4872 | 4932 |
|               | 1875 | 1950 | 1975 | 2010 | 2012 | 2013 | 2015 | 2017 | 2021 | 2023 |